# 地形図

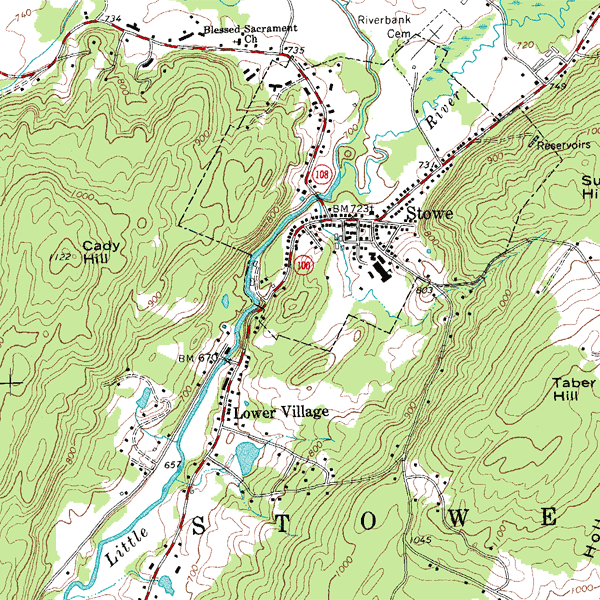
等高線表現による地形図の一例

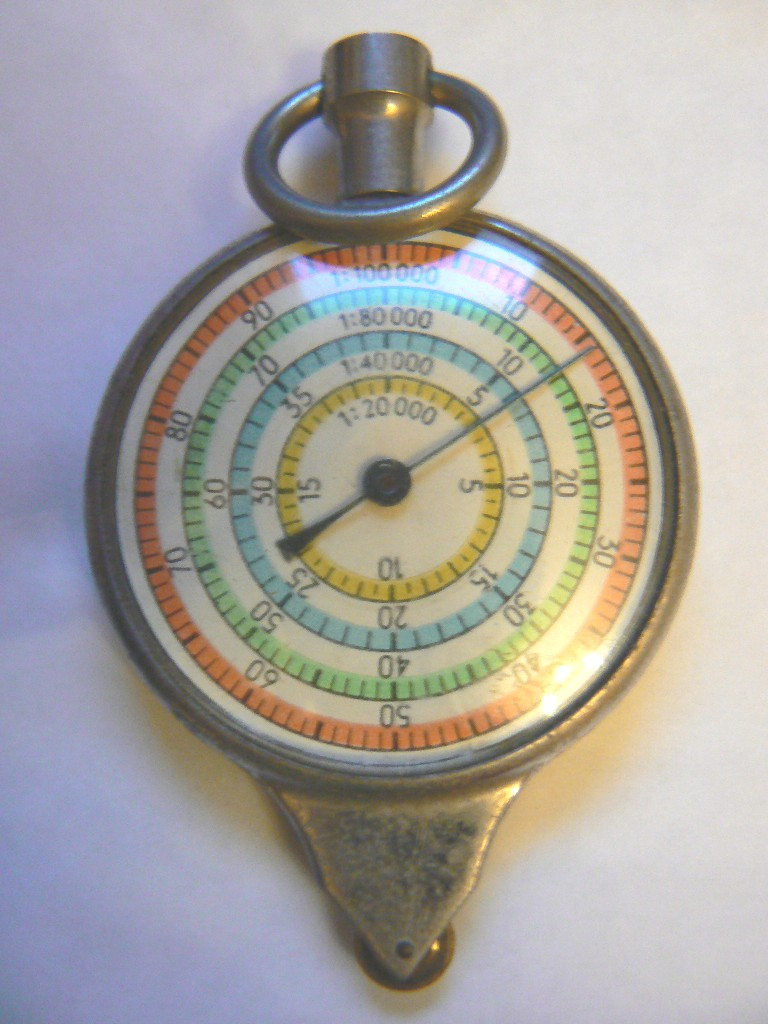
キルビメータは曲線の長さを測るために使用される

地形図（ちけいず、英: topographical map、topographic map）とは、測量を元に地図記号などで地形を精細に表した中縮尺・大縮尺の地図である。最近では衛星画像との組み合わせで作られることもある。

## 概要
土地の高低（標高）を平面図上に等高線を用いて表すとともに、海岸線、川、崖など狭義の地形、およびその名称を表示する。さらに地表面にある、目印になりやすい道路や建物などの人工物、植生などの地表状態、都市・集落やその名称など、地表物と地形の位置関係を平面図上に表示する。
多くの国で地形図は「基本図」とされ、それぞれの位置関係を可能な限り正確に表示し、時にはその内容に法的効力を持たせる事もある。そのため経緯度や直交座標系、測量の基準点も相応の精度で表示される。ただし、国土全域に同一規格・同一縮尺の正確な基本図がそろっている国は多くはない。
地形図は「一般図」とされる事が多いが、地形図の主題を強いて挙げれば、地形や土地利用そのものよりもその物理的位置情報であり、地形図に関する議論は測量に関連するものが多い。一方で行政界など法律上の境界線や水上航路など、物理的な存在以外でも社会的に重要な位置情報であれば掲載しており、総合地図（一般図）の側面もある。
地形図に掲載する地形以外の情報は、現地での位置確認に役立つような目立つ物が多いが、国や作成発行元の意向によっては目立ちにくい規制や行政サービス、人文社会情報、観光情報などを盛り込む事もある。表層地質など学術情報がセットになっている場合もある。以前は作成発行元として軍の組織が多かったため、軍事関連の施設や情報の記載が多く、地形や位置情報も軍事利用が可能なため、軍事上の機密になるケースも多かった。現在でも公の機関が作成発行元である事が多いので、行政機関が優先されるケースが多く見られる一方で、民営化された機関が外されるケースもある。
たとえば植生だけに注目した主題図を作る場合でも、植生は地形や人間の土地利用と密接に関係している。そもそも、どこの植生を示しているのか分からなければ地図として意味がないが、経緯度だけでは分かりにくい。それらを分かりやすくするために地形図（または情報を取捨選択した図）を薄く印刷している事が多い。このように、本題ではないけれど位置を把握しやすくするために地形図が利用される事がある（基図としての利用）。
地形図は地表物の位置関係を表しているが、近年では地下鉄などの地下利用、高層ビルや高架橋の立体交差、さらに小型無人航空機による低空利用が見込まれるなど、新たな形の位置情報が求められている。そのため「空間情報」という概念が生まれ、位置情報を表すための地形図も従来の形態を脱するような変化を始めている。
地形図と呼ばれるのはおおよそ10万分の1以上の中縮尺図か大縮尺図である（大き過ぎる場合は別の呼称が付けられる事がある）。20万分の1より小さい場合は地勢図など別の名称が付けられる。
地形図は世界を見渡すと地図記号の特徴や、ヨーロッパ6カ国など地形図の縮尺体系に特徴がある。地理教育とGISの視点でフィンランドを紹介したり、1930年代の労作と対照的に第二次世界大戦後は地形図の体系を長く欠いたベトナムの例が紹介された。
南極条約により領有権の公認されない南極にも地形図はある。

## 地形に関する他の地図

### 海底地形図
海底の地形に関しては、地上の地形とは性質が大きく異なる。海底は目視できないし、海上であっても目視で位置を確認できる目標物は少ない。20世紀初頭までは竿やおもりで1点ずつ深さを測る事しかできなかったし、20世紀中ごろでもソナーによる線的な計測しかできなかった。面的把握が可能になったのはマルチビームソナーが実用化されて以降である。また信号の処理速度が向上し、音響技術と音波を介した画像伝送を組み合わせた測地技術を用いてしんかい6500を運用する。
技術の安定を待ち、海域に関しては目的を絞った地図が多い。海図が長年にわたって基本図として扱われてきたが、航海と漁業が海での活動のほとんどを占め、航海の安全のために位置情報を収集するのが第一であり、次いで領海など法的規制を表示する事が求められ、それ以外の情報は個別に収集すればよいとみなされていたためである。しかし近年は海洋資源開発、比較的深い海の埋め立て、地殻変動の調査など他の目的が増え、計測技術の進展とともに地上と似た海底地形図も作成されている。海底地形の精密な3Dモデルの使途は水産業に限定されず、水中の遺跡やサンゴ礁の分布の把握に応用の道がある。
比較的浅い近海域では、埋め立てなど地上との相互関係が重要な場合のために両方を扱う地図も作られてきた（日本の沿岸海域地形図など）。重要な湖沼に関しては地形図に水深を記載している事がある。変わったところでは、大潮の干潮時に海面上に出る事もあるサンゴ礁の地図を、海図ではなく地形図規格で作成したケースがある。震災による液状化現象の地理的把握に旧版地形図を下敷きとする新しい作図もされ、宅地のかさ上げに用いる地盤図への応用、生き物と自然による景観評価の基礎資料となる地形図も編まれている。
位置情報としての側面よりも、狭義の地形を詳しく把握するための地図として、地形分類図などがある。

### 図法等
20世紀中ごろから、世界的に見て正角図法が多く利用されている。地形図では地形や人工物の形状に加えて傾斜も重要な情報である。正角図法では狭い範囲での形状の歪みがなく、傾斜の方向や大きさも正しく表現される。
日本等が現在採用しているユニバーサル横メルカトル図法をはじめとした横メルカトル図法（ガウス・クリューゲル図法）、スイス等の斜軸メルカトル図法、フランス等のランベルト正角円錐図法、オランダの平射図法がある。
正確な縮尺は図法の基準点・基準線からの距離により変化するが、中縮尺以上の地図での距離や面積の測定の場合は範囲が狭く、基準線まで遠くないので、一般的な用途であれば誤差は小さい。精密さを求められる用途の場合、たとえば日本における自治体への補助金の算定に使われる面積の測定では、地形図の図葉ごとに縮尺補正を行って計算する。
また電子化により、時間の変遷を属性に盛り込んだ「4次元GIS」が作成できるようになった。

### 地形図と国防
多くの国で地形図作成に軍が関係しており、地形図作成機関が軍に所属する例も多かった。英国のOrdnance Surveyは、その名称を直訳すると「兵器部測量局」である（現在は、名称はそのままだが自治省管轄下の独立行政法人である）。日本でも、明治初期には多くの省が測量や地図作成に関係していたものを、参謀本部陸地測量部へ集約した。軍の関連施設のための記号が豊富に設けられる一方で、情報漏洩を恐れて一部情報が改描されたり（戦時改描）、1942年（昭和17年）から終戦まで地形図そのものの販売が禁止されるなどした。
第二次世界大戦の戦前戦中は土地調査事業の対象に旧植民地を含む海外も加えて地形図を作成した。
現在では多くの国で組織改変がされ、地形図作成機関が軍や国防省に所属する国は減っている。しかし韓国では法律で国立地理院発行の5万分の1以上の縮尺の地形図を国外に持ち出すことは禁止されている。中華人民共和国では5万分の1や2万5千分の1の地形図を一般人は入手できない。

## 日本の地形図
日本国内において公で編集している地形図には、国土地理院発行基本図、森林基本図（縮尺1/25,000）、海の基本図などがある。地形のほか、道路、鉄道、建物、高圧線など土地の利用状態も把握できる。そのため道路・河川等の工事や住宅地図・道路地図等の作成に利用される。
地形図は、国土地理院が日本全域について統一した規格と精度で作成している。また、いろいろな分野で利用しやすいよう、表示事項の取捨選択、線の太さや地図記号、名称の文字の大きさなど一定の図式に従って表現されている。道路工事などの公共測量で同一レベルの地形図を作成する場合はその図式に従うことになる。
大型書店や国土地理院で入手可能であるほか、地形図の一部について国土地理院のウェブサイト「地理院地図」で閲覧できるようになった。また、国土地理院が地理院地図で一般に無償提供しているデータを活用することにより、単に地形図を閲覧するのみにとどまらず、情報発信者が保有する独自の情報を国土地理院のサーバから提供する背景地図情報に重ね合わせ、地理情報発信サイトを構築することも可能になっている。2012年7月から公開されていた「電子国土Web.NEXT」は、2013年10月30日より「地理院地図」と名称変更になり、正式公開された。
「ウォッちず」（2万5千分の1）では2011年2月から電子国土基本図（地図情報）に切り替えられた。これに伴い、旧来の2万5千分1地図情報は2011年7月31日までしか閲覧できないと告知されていたが、『閲覧継続の要望が多く寄せられた』として2011年8月1日以降も閲覧可能となっている。ただし、2万5千分1地図情報は、2013年に更新された。類似サービスの「地理院地図」は更新されている。

### 狭義の地形図
日本国内において地形図は、狭義では国土交通省国土地理院発行の一般図のうち、中縮尺・大縮尺の図（縮尺が5万分1以下の図）を地形図といい、その中でも特に中縮尺の図（5万分1・2万5千分1・1万分1の図）を地形図の名称で刊行している。なお、大縮尺の図（2,500分1・5,000分1の図）は国土基本図、20万分1の図は地勢図、50万分1の図は地方図、100万分1・300万分1・500万分1の図は国際図と呼ぶ。
国土地理院発行の紙地図には三角点の地図記号を模した透かしが入っている。
デジタル化により縮尺が可変となったため、国土の基本図としての役割は電子国土基本図に移行した。2万5千分1地形図以外の地形図は、2009年（平成21年）を最後に更新が停止された。

#### 5万分1地形図
1890年（明治23年）から整備が始まり、1916年（大正5年）に全国整備が完了した。現在では、2万5千分1地形図に対して、都市の位置関係や交通網のつながり、土地利用の状況など、地域の様子を把握しやすくすることを目的に発行されている。1,291面で全国をカバーする。図郭は、2万5千分1地形図4枚に対して5万分1地形図1枚が対応する。整備開始当初から1910年（明治43年）まで国の基本図であった。現在は2万5千分1地形図を編集して作成されている。100年以上も同一の図郭で整備が続けられており、旧版地図の利用価値が高い。北方領土の図も衛星画像を用いて整備し、現役の図として発行されている。ただ、「竹島」の図は、現在刊行されていない。現在の図式は、2万5千分1地形図の先代の昭和61年図式がベースの、平成元年図式を使用。ただし、地図記号などの一部においては、現行の2万5千分1地形図の図式を反映して一部変更されている。新期の発行は終了し、現在のところ、今後更新される予定はない。
紙地図では、4色刷、460mm × 580mm（柾判）。

#### 2万5千分1地形図
1910年（明治43年）から大都市や軍事施設周辺等を対象に整備が始まった。以前に作成した2万分の1を編集修正して作成した地域もある。1964年（昭和39年）の第二次基本測量長期計画から本格的な全国整備が始まり、1983年（昭和58年）に、沖ノ鳥島の測量をもって全国整備が完了した。その後、1988年（昭和63年）に「魚釣島」が新たに刊行され、2007年（平成19年）に竹島が「西村」に挿入される形で刊行された。2014年7月には、北方領土を含む領土全域の整備が完了した。全国整備されている一般図としては、最も大縮尺の地図である。二次メッシュによって全国を4,419面でカバーする。現在は空中写真測量によって作成されている。電子国土基本図が整備されるまで、国土の基本図と位置づけられてきた。道路、鉄道、建物、土地の高低や起伏、水系、植生、土地利用等が実測に基づき正確に描写されている。現在の図式は平成25年図式であり、2013年（平成25年）11月1日刊行分から適用されている。
紙地図では、3色刷、460mm × 580mm（柾判）。
2013年11月1日に、国土地理院が3色刷の2万5千分1地形図をおよそ50年ぶりに一新し、多彩な色で表現した新しいタイプの多色刷の2万5千分1地形図を刊行開始した。
原版の維持管理は、長らく地形図原図だったが、1998年より電子化されたラスタデータ管理となる。また、ほぼ自動的に色版別のラスタデータをベクトルデータに変換する処理を経て、2002年にベクトル化された地形図データベース管理と地形図表現への変換処理（「新地形図情報システム」）による出力になる。2009年には電子国土基本図というデータベースが、地形図（新地形図情報システムと地形図データベース）と大縮尺の基盤情報地図の統合によって新規に管理されるようになり、地形図なら地形図表現へ変換され、Webアクセスでは「地理院地図」として公開されるようになる。
管理手法の変遷にしたがって、刊行されている地形図の図式も、昭和61年図式、平成14年図式、平成21年図式、平成25年図式と複数混在することになる。平成14年図式は、新地形図情報システムによる出力と世界測地系対応、平成21年図式は電子国土基本図の変換と編集で作成、平成25年図式も電子国土基本図の編集だが、ほぼ自動化された処理で製版されるようになり、特色インク3色から多色（プロセスカラーCMYK4色の101階調）採用で道路種別の着色や地形に緑色の陰影の立体表現が施される形式となった。

#### 2万分1地形図
日本で初めて近代的測量方法による全国整備を目指した図。
紙地図で、墨1色、460mm × 580mm（柾判）。

#### 1万分1地形図
2万5千分1地形図では情報量の多い都市部になると省略表現を多用せざるを得ない上、複数の情報（等高線、土地利用、地下鉄、文字情報など）が重なり合って見づらく、道路等の誇張表現のために建物など優先順位の低い対象物を真位置からずらして描くことも多いため、それを補完する役割を持つ。
明治大正期には海防要塞や陸軍演習地を中心に整備し、昭和初期には大都市部、戦後は主要都市も作成された。1960年（昭和35年）に国土基本図作成のため、1万分1地形図は中止された。1万分1という縮尺の特性上、道路や中規模の建物はほぼ誇張表現無しに実際の形に基づき記載されていたが、民家レベルの建物に関しては総描で描かれた。
現在発行されているのは1983年（昭和58年）から整備が始まったものである。大都市圏とその周辺および主要都市について整備され、311面が発行されている。以前のシリーズとは違い、図上0.4mm四方以上の建物は原則として全て記載されている。
紙地図では、5色刷（一部の図葉は両面刷）、520mm × 738mm（四六半裁判 ）折り図。現在廃刊となっている。

#### 10万分1地形図
5万分1地形図と20万分1地勢図は古くから全国整備されてきたが、その間に当たる10万分1地形図の整備も何度か試みられた。5万分1と20万分1では単純に縮尺差が開き過ぎており、目的によって大き過ぎたり小さ過ぎたりする、世界的に見ると20万分1から2.5万分の1まで2倍間隔で全国シリーズを発行している国も少なくない（ドイツやスイス）、などが理由に挙げられる。
西南戦争の際に作成された10万分1九州全図や、経緯度線による図画では分断されることが多い地域（東京や京阪神などの大都市圏）など、特定の目的をもって一部地域について集成図を作成する例も多い。その一方で同一規格による全国整備も何度か意図され、北海道以外の全国で作成された例もある（ただし5万分1地形図の写真縮小図）。しかし同じ規格で継続して更新するには至っていない。

### 大縮尺地形図
大縮尺地形図（だいしゅくしゃくちけいず）とは、河川・道路等の管理に使用する大縮尺の地形図である。一般・道路・河川にそれぞれ1/500と1/1,000の地形図（計6種類）があり、地図記号の様式が異なる。
国土地理院発行のシリーズとしては国土基本図(1/2,500と1/5,000)があり、1960年（昭和35年）から昭和50年代まで作成されていたが、それ以降はほとんど新規作成・更新されていない。現在では市町村（東京など一部地域では都府県）それぞれが、地形図・都市計画基本図・現況図などの名称で作成・発行している。図式等は国土基本図に準拠している。多くは市街化区域や居住区域で作成されている。1枚の図葉の中に居住区域と山間部がある場合、山間部が測量されずその部分が白図の場合もある。
国土地理院発行の火山基本図（5千分1〜1万分1）や湖沼図（1万分1）も、国土基本図の図式に必要な記号を付け加えて作成されている。内容としては大縮尺地形図だが、使用目的が限られるため、一般の地形図ではなく主題図として扱われている。
ディジタルマッピングは大縮尺地形図の図式に従っている。

### 史料としての地形図
地形図を地理学の史料とする研究は京都大学総合博物館ならびに駒澤大学（マップアーカイブズ）で進められた。

### 学校教育と地形図
学校で地理教育に地形図をどう使っているか調べると、日本は第二次世界大戦後、1950年代末から地域学習（身近な地域）で常に地形図の読図を教えてきた点、背景に高等学校の入学試験で地形図を用いた出題があるという点、机上で地形図の読み方を教えるがフィールドワークの少なさ、地形図を使った優れた野外実習の指導案の足りなさが指摘される。地図教材にインターネット地図APIを活用し、独自のウェブサイトを作る試案もある。高等学校の学習指導要領解説の地理歴史編は、「収集する技能」、「読み取る技能」、「まとめる技能」の3つに分けて地理的技能をあげる。GISを活用した高等学校地理の課題解決の例もある。

## 北米の地形図

### アメリカ合衆国
アメリカでは内務省米国地質調査所（U.S.Geological Survey：USGS）に地図作成を担当する部局がありデジタル地図データを整備している。しかし、1990年代に8つの機関からなるコンソーシアム National Digital Orthophoto Program （NDOP)が結成され、USGSと農業サービス庁 (Farm Service Agency:FSA) の主導で「The National Mapping」の整備が行われており、USGSが基本図を独自に作成することはなくなっている。

### カナダ
カナダではオタワにある地形情報センターが縮尺 1：50,000 と 1：250,000 の地形図の作成、政府保有の航空写真の管理を行っている。

## オセアニアの地形図

### オーストラリア
オーストラリアでは縮尺1/50,000 以上の小縮尺は連邦政府、1/25,000 から大縮尺の地形図と地籍図は州政府が管理している。

### ニュージーランド
ニュージーランドではた土地情報局（Land Information New Zealand:LINZ）が縮尺 1:50,000 ～ 1:4,000,000 地形図の作成を行っておりデジタルデータ化されている。

## 欧州の地形図

### イギリス
イギリスの国土地理院（Ordnance Survey of Great Britain：OS）では、都市部の1:1,250，郊外の1:2,500，1:10,000，1:25,000 及び 1:50,000 縮尺の基本図を作成している。

### ドイツ
基本地形データと技術的な地理データの取得と整備は州が行っており、全国のデータは地籍情報システムや地形図情報システムにより管理されている。

## インドの地形図
インドでは地図の管理はGEOGRAPHICAL SURVEY OF INDIA（GSI）が行っている。イギリス植民地時代に作成された地図がもとになっており、5万分の1の縮尺と1インチ1マイル縮尺の2種類がある。